# Đinh dây
Đinh dây hay còn gọi là đinh cuộn (tiếng Anh: gọi là wire coil nails, coil pallet nails, coil framing nails, coil siding nails hay coil roofing nails) là loại đinh dùng trong công nghiệp đóng tàu, nhà, ba lết... Loại đinh này được thiết kế có độ nghiêng 15 độ và được kết dính thành cuộn bằng 02 sợi dây thép mạ đồng.
Qui cách thông thường như sau:
- Số lượng đinh trên mỗi cuộn: từ 200 đến 400 cây đinh/cuộn
- Đường kính thân đinh: từ 2.1mm đến 4.1mm
- Chiều dài đinh: từ 32mm đến 89mm
- Loại thân đinh: trơn (smooth), răng trờn (ring) và răng xoắn (screw)
- Lớp phủ bảo vệ: vecni, mạ kẽm điện hoặc mạ kẽm nóng.